# František Chvostek
František Chvostek (21. svibnja 1835. – 16. studenoga 1884.) je češko-austrijski vojni liječnik, najpoznatiji po tome što je prvi opisao Chvostekov znak, medicinski znak koji se odnosi na abnormalnu reakciju ličnog živca (lat. nervus facialis), nakon podražaja, u stanjima hipokalcijemije, koja se pokazuje kao tetanija (nevoljna kontrakcija) mišića lica u inervacijskom području facijalisa, nakon blago udarca u području žvakaćeg mišića (lat. musculus maseter). 